# Sint-Lambertuskerk (Someren)
De Sint-Lambertuskerk is een kerkgebouw in de plaats Someren in de Nederlandse provincie Noord-Brabant. Het gebouw staat aan de Kerkstraat 16 en langs de Van Lieshoutstraat.
De kerk is gewijd aan Sint-Lambertus.

## Geschiedenis
In de middeleeuwen werd er in Someren reeds een kerk gebouwd waarbij grote delen uit 1436 stammen.
In 1648 kwam het middeleeuwse kerkgebouw toe aan de hervormden en moesten de katholieken elders kerken. Het gebouw, dat in 1870 werd gesloopt, stond aan de Vogelenzang/Nachtegaallaan. Hier bevindt ligt nog de protestantse begraafplaats.
Vanaf 1672 maakten de katholieken gebruik van een schuurkerk. Deze werd in 1760 verbouwd. De schuurkerk stond op de plaats van het in 1926 gebouwde kerkgebouw.
In 1829 werd de H. Lambertuskerk gebouwd die de schuurkerk verving. Dit kerkgebouw was een Waterstaatskerk en werd gebouwd aan de Postel/Speelheuvelstraat.
In 1926 werd de huidige Sint-Lambertuskerk gebouwd naar het ontwerp van architect Joseph Franssen.
Op 5 mei 1967 werden verschillende delen van het interieur van de kerk opgenomen in het rijksmonumentenregister.

## Opbouw
Het bakstenen kerkgebouw bestaat uit een in het front naast de lengteas geplaatste toren, een narthex, een driebeukig schip met vier traveeën in basilicale opstand en een koor van een travee met rechte koorsluiting. De toren wordt gedekt door een tentdak. De zijbeuken worden gedekt door een gezamenlijk zadeldak met uitlopende topgevels met de noklijn op dezelfde hoogte uitkomend als het zadeldak. Het koor heeft een verlaagde noklijn en bevindt zich net als het schip onder een zadeldak.